# Chiasmia velia
Chiasmia velia is een vlinder uit de familie spanners (Geometridae). De wetenschappelijke naam van deze soort is voor het eerst geldig gepubliceerd in 2009 door Agassiz.
De soort komt voor in tropisch Afrika.